# Fairwood (hrabstwo Spokane)
Fairwood – jednostka osadnicza w Stanach Zjednoczonych, w stanie Waszyngton, w hrabstwie Spokane.